# Гргуриці
Гргуриці (хорв. Grgurice) — населений пункт у Хорватії, у Задарській жупанії у складі громади Поседар'є.

## Населення
Населення за даними перепису 2011 року становило 142 осіб.